# Jardinella acuminata
Jardinella acuminata é uma espécie de gastrópode  da família Hydrobiidae.
É endémica da Austrália.